# Última Hora (1911)
Última Hora foi um jornal fundado no Rio de Janeiro em 1911 por Cásper Líbero, Olegário Mariano, Raul Pederneiras, J. Carlos e Luiz Peixoto. De tendência oposicionista e anti-hermista, foi fechado pouco depois por motivos políticos.